# Xã Laughery, Quận Ripley, Indiana
Xã Laughery (tiếng Anh: Laughery Township) là một xã thuộc quận Ripley, tiểu bang Indiana, Hoa Kỳ. Năm 2010, dân số của xã này là 4.736 người.